# Albert-Marie Guiot
Albert-Marie Guiot, né le 7 septembre 1896 à Pontchâteau et mort le 5 octobre 1975 à Port-de-Paix, est un prélat catholique français.

## Biographie
Albert Marie Joseph Guiot est le fils de Désiré Marie Guiot et de Jeanne Marie Guiheneuf. Il est le neveu de Joseph-Marie-Désiré Guiot.
En 1936, il est nommé évêque de Port-de-Paix.